# 學甲謎社
學甲謎社是臺灣臺南市學甲區的一個藝文團體，是退休校長莊秋情先生與一群熱愛燈謎的學甲在地人士所創立，並且每年元宵節都會配合慈濟宮舉辦猜燈謎活動，而除了一般的文字謎語外，也會積極創出各種不同形式的謎語。

## 社團因緣
早期學甲地區的文風頗鼎盛，吳三連、莊柏林、高清愿等許多藝文界名人皆出自本地，而學甲謎社是由對於傳統文學有造詣的學甲鎮東陽國小退休校長（莊秋情校長），以及一群同樣喜愛猜燈謎的朋友，大家為推廣與傳承燈謎的文化而聚會，並致力於各種謎題的設計，於是便1995年創立本社團。

## 活動
學甲謎社主要的活動是配合慈濟宮元宵節舉辦的「元宵懷古燈謎晚會」，另外，若遇慈濟宮有較盛大的宗教活動，謎社也都會以舉辦猜燈謎活動方式參與，此外慈濟宮除舉辦各項宗教科儀活動外，亦經常結合的一些與農村有關的藝文活動，而因謎社的近年來便成為舉辦燈謎活動重鎮。此外，謎社也經常受邀請至各地協助舉辦不同的燈謎晚會，因而學甲有著「燈謎故鄉」的稱呼。 

## 燈謎題庫設計思維
在燈謎的題目設計上，所有謎題都會依據「猜」眾程度的深淺程度不同而設計，其內容不僅有路名、時事、政治人物名、經典成語、詩詞歌賦、雅句詞句等，而通常一場燈謎活動會設計成一百二十道到一百五十道不等的謎題，讓參與活動的民眾腦力激盪，然針對於年紀較小的孩童也有兒童謎題，會設計成難易適中的題目讓每個參與者有題題精彩的感覺。至於猜中者的獎品方面，則將依循古禮獎品以禮籃一只，並且籃中也準備了香煙、飲料、小鞭炮、糖果等小禮物，讓猜中者可和親朋們友分享中彩的喜悅。
另外，每場的謎猜次都會設計兩道實物題目供民眾來腦力激盪，猜眾們需從實物中去進行思考與聯想來想出答案，且謎底通常是必須搜尋鄉土俗語或俚語相關的謎底，如此則是學甲迷社設計上的謎猜活動一大特色，目前為全臺唯一的謎猜題目設計方式。

## 資料來源
1. ↑  邱仁武. . 臺灣民眾電子報. 2024-06-12  [2025-01-08]. （原始内容存档于2025-01-08）.
2. ↑  臺南市學甲區公所. . 臺南市學甲區公所. 2018-09-14  [2025-01-08]. （原始内容存档于2023-09-05）.
3. ↑  林玉珮. . 天下雜誌. 2001-07-15, (33).
4. ↑  . 人間福報. 2006-09-02.
5. ↑  邱仁武. . 台灣好新聞報. 2017-02-10.
6. ↑  . 玩全台灣旅遊網.   [2025-01-08].
7. ↑  盧萍珊. . 中華日報. 2023-02-03  [2025-01-08]. （原始内容存档于2025-01-14）.
8. ↑  劉金清. . 聯合報南縣地方新聞. 2010-02-28  [2025-01-08]. （原始内容存档于2025-01-08）.